# Terry J. Hart
Pour les articles homonymes, voir Hart.
Terry Jonathan Hart dit T.J. Hart est un astronaute américain né le 27 octobre 1946.

## Vols réalisés
Il réalise un unique vol en tant que spécialiste de mission le 6 avril 1984 lors du vol Challenger STS-41-C.